# Fontana del Gigante
Fontana del Gigante ili Fontana diva je monumentalna fontana iz 17. stoljeća u Napulju.
Izvorno je sagrađena uz Kraljevsku palaču u Napulju, gdje je stajala u blizini kolosalnog antičkog kipa, i po tome je dobio svoje ime. Odatle je premješten na mjesto Palače Immacolatella, ali je 1905. godine premješten na sadašnje slikovito mjesto, na via Partenope, u blizini Castel dell'Ovo. Također se naziva i Fontana dell'Immacolatella .

## Povijest
Fontanu je naručio španjolski potkralj, Antonio Álvarez de Toledo, 5. vojvoda od Albe, a podigao ju je uz kraljevsku palaču na rubu Largo di Palazzo (sada poznatog kao Piazza del Plebiscito), na uglu (trenutačno početak Via Cesario Console) gdje je bio podignut kolosalno kip, poznata kao il Gigante ili Div. Kip se, zajedno s fontanom, može vidjeti na ovom mjestu na nekim slikama iz prošlih stoljeća, uključujući onu Gaspara van Wittela koja se čuva u javnoj umjetničkoj galeriji Palazzo Zevallos Stigliano na ulici Via Toledo. Kip Diva je sastavljen 1670. godine nakon što je u Cumae pronađena kolosalna bista, koja navodno prikazuje Jupitera Statora, kojoj su dodani ostali dijelovi. Kip je uklonjen 1807. Fontanu su dizajnirali firentinski umjetnici Pietro Bernini i Michelangelo Naccherino.
Fontana je 1815. godine uklonjena s izvorne lokacije tijekom radova na preuređenju kipa Diva. Dijelovi su ostali u skladištu do 1882., kada je fontana ponovno sastavljena bez divovskog kipa na malom molu, u blizini Palazzo dell'Immacolatella, što je dovelo do drugog imena fontane kao Immacolatella. Poprsje Jupitera Statora sada je izloženo u napuljskom arheološkom muzeju.
Četiri godine kasnije, 1886., fontana je ponovno rastavljena , te je 1889. premještena na mjesto u sklopu Ville del Popolo. Nova lokacija smatrana je nesretnom, djelomično zato što je područje sada bilo okruženo neuglednim lučkim skladištima. Godine 1904. čitatelj napuljskog časopisa se žalio na propadanje fontane i predložio da se smjesti u novonastalu četvrt Villa Santa Lucia, koja je u to vrijeme trebala biti izgrađena. U leriodu 1905.-1906. fontana je ponovno premještena na mjesto gdje se via Partenope širi, gdje počinje via Nazario.

## Opis
Bogato ukrašena, maniristička cjelina monumentalne fontane raščlanjena je sa tri okrugla luka, iznad kojih su postavljeni heraldički simboli napuljskog potkralja i njegova kralja. U središnjem luku nalazi se pehar kojeg nose dvije morske životinje, dok kipovi u preostala dva bočna luka predstavljaju riječna božanstva koja u rukama drže dvije morske nemani. Na kraju posljednjih lukova postavljene su dvije statue karijatida koje drže rog obilja.
Manfredo Manfredi bio je inspiriran ovom fontanom za stvaranje luka Carosello, koji se od 1963. godine pojavljivao na otvaranju poznatog reklamnog programa emitiranog na RAI- u između 1957. i 1977. godine.

## Vanjske poveznice
|  | Zajednički poslužitelj ima još gradiva o temi Fontana del Gigante |

- Manuale di napoletanità. 365 lezioni semiserie su Napoli e la napoletanità, Amedeo Colella, stranica 51.